# 圣菲尔曼 (涅夫勒省)
圣菲尔曼（法語：Saint-Firmin，法語發音：[sɛ̃ fiʁmɛ̃] ⓘ）是法国涅夫勒省的一个市镇，属于讷韦尔区。

## 地理
圣菲尔曼（47°2'36"N, 3°23'30"E）面积10.4 平方千米，位于法国勃艮第-弗朗什-孔泰大區涅夫勒省，该省份为法国中部省份，北至约讷省，西北接卢瓦雷省，西接谢尔省，南至阿列省，东南接索恩-卢瓦尔省，东临科多尔省。
与圣菲尔曼接壤的市镇（或旧市镇、城区）包括：圣叙尔皮斯、圣伯南达济、比伊-舍瓦讷、博纳、圣让欧萨莫涅。

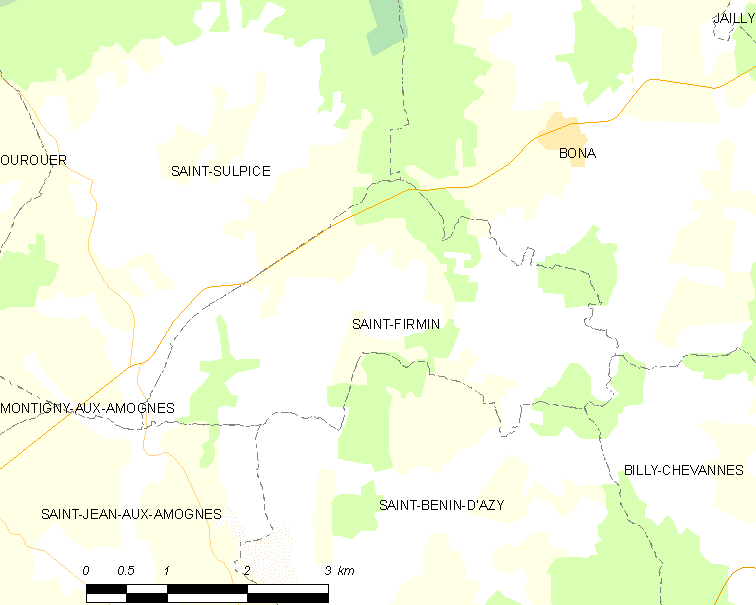
的OSM定位图

圣菲尔曼的时区为UTC+01:00、UTC+02:00（夏令时）。

## 行政
圣菲尔曼的邮政编码为58270，INSEE市镇编码为58239。

## 政治
圣菲尔曼所属的省级选区为盖里尼县。

## 人口

1962-2008年间人口变化图示

圣菲尔曼于2022年1月1日时的人口数量为152人。